# جایزه بزرگ هلند ۱۹۷۵
جایزه بزرگ هلند ۱۹۷۵ (انگلیسی: ‎1975 Dutch Grand Prix‎) یک مسابقهٔ موتوری در رشتهٔ اتومبیل‌رانی فرمول یک بود که در تاریخ ۲۲ ژوئن ۱۹۷۵ در پیست زاندفورت واقع در زاندفورت، هلند برگزار شد. این گراند پری در میان ۱۴ گراند پری در فصل ۱۹۷۵، مسابقهٔ شمارهٔ ۸ بود.
در این مسابقه که در ۷۵ دور و به مسافت ۳۱۸٫۹ کیلومتر (۱۹۸٫۱۵۵ مایل) برگزار شد، پول پوزیشن توسط نیکی لائودا کسب شد و سریع‌ترین زمان برای طی یک دور پیست که برابر با ۱:۲۱٫۵۴ بود نیز توسط نیکی لائودا به ثبت رسید.
جیمز هانت از تیم هسکث-فورد، نیکی لائودا از تیم فراری و کلی رگاتزونی از تیم فراری به‌ترتیب مقام‌های اول تا سوم مسابقه را کسب کردند.

## رده‌بندی قهرمانی پس از مسابقه
| جایگاه | راننده           | امتیاز |
| ------ | ---------------- | ------ |
| ۱      | نیکی لائودا      | ۳۸     |
| ۲      | کارلوس روتمان    | ۲۵     |
| ۳      | امرسون فیتیپالدی | ۲۱     |
| ۴      | کارلوس پیس       | ۱۸     |
| ۵      | جیمز هانت        | ۱۶     |
| منبع:  |                  |        |

| جایگاه | سازنده      | امتیاز  |
| ------ | ----------- | ------- |
| ۱      | فراری       | ۴۱      |
| ۲      | برابام-فورد | ۳۶ (۳۸) |
| ۳      | مک‌لارن-فورد | ۲۶٫۵    |
| ۴      | تایرل-فورد  | ۱۹      |
| ۵      | هسکث-فورد   | ۱۶      |
| منبع:  |             |         |

یادداشت
- تنها پنج جایگاه نخست از هر رده‌بندی نمایش داده شده‌است.